# Ia bredou po bezdorojiou
Albums de Constantin Nikolski
Odin vzgliad nazad
(1996)
Ia bredou po bezdorojiou (en russe : Я бреду по бездорожью) est le premier album solo de Constantin Nikolski, sorti en 1992.

## Histoire
En 1990, Nikolski dissout le groupe Le Miroir du monde (en russe : Зеркало мира) qu'il avait formé avec Vitali Bondartchouk et entame une carrière solo. Il sort un album sur cassette auquel participent Mikhaïl Chevtsov, dernier claviériste du Miroir du monde, Alexandre Kouzmitchev, bassiste et ingénieur du son et le batteur Igor Kostikov. Nikolski a de longues années durant collaboré avec ces musiciens. Un an plus tard il enregistre le titre J'erre hors des sentiers battus (en russe : Я бреду по бездорожью) qui donne son nom à l'album.
L'album comprend quatre titres écrits par Nikolski lui-même, trois morceaux tirés de poèmes de Fernando Pessoa et un titre issu d'un poème de Gustavo Adolfo Bécquer. Le disque vinyle sort en 1992 et le CD, publié par D.L.LOTA, en 1994. Le tirage s'est fait en France, la production de CD en Russie étant encore balbutiante. L'ingénieur du son belge Jean-Marc Geuens, qui a collaboré avec des artistes comme Demis Roussos, Bryan Adams ou Patricia Kaas, travaille sur l'album.

« C'était tout une histoire. À Paris, un certain Michel s'occupait de notre album, un russe, dont les parents avaient émigré durant la révolution; lui-même est né au Congo, son épouse est belge... Un citoyen du monde en somme. Et donc il était en Russie pour quelque affaire et il nous a entendu par hasard, il a vraiment aimé notre travail. Résultat : l'album a été produit en France et j'ai été rajouté au registre mondial des auteurs. »

— Constantin Nikolski.
L'arrangement de De l'amour à l'amour (en russe : От любви к любви) est similaire à celui de Money for Nothing du groupe Dire Straits, groupe que Nikolski écoute depuis ses débuts.

## Titres de l'album
| 1.    | Intro                                                    |                            | 0:54 |
| 2.    | Растаяла дымка сквозная (texte de Fernando Pessoa)       | Rastaïala dymka skvoznaïa  | 6:03 |
| 3.    | Ещё не сгустились тени (texte de Fernando Pessoa)        | Ichio ne sgoustilis teni   | 4:00 |
| 4.    | От любви к любви                                         | Ot lioubvi k lioubvi       | 5:35 |
| 5.    | Спи, душа моя (texte de Fernando Pessoa)                 | Spi, doucha moïa           | 4:40 |
| 6.    | Без цели и без расчёта (texte de Gustavo Adolfo Bécquer) | Bez tseli i bez rastchiota | 5:09 |
| 7.    | Прошедший день                                           | Prochedchi dien            | 5:17 |
| 8.    | Не уходи, мой друг                                       | Ne oukhodi, moï droug      | 8:37 |
| 9.    | Я бреду по бездорожью                                    | Ia bredou po bezdorojiou   | 5:47 |
| 46:04 |                                                          |                            |      |

## Musiciens et production
- Constantin Nikolski : chanteur, guitare électrique, guitare acoustique
- Mikhaïl Chevtsov : orgue électronique Hammond, piano, choriste
- Alexandre Kouzmitchev : guitare basse
- Igor Kostikov : batterie
- Arcadi Berezovski : choriste
- Alexandre Kouzmitchev : enregistrement et mixage
- Jean-Marc Geuens : mastering
- Constantin Nikolski et Mikhaïl Chevtsov : production